# هاشم السراج
هاشم السراج (ولد عام 1966 في ليبيا)، طبيب وباحث طبي أمريكي من أصل فلسطيني اشتهر بأبحاثه في سرطان الكبد وسرطان الخلايا الكبدية (HCC) والتهاب الكبد الفيروسي سي، وله أكثر من 20 بحثا منشورا في دوريات محكمة.

## عنه
ولد السراج عام 1966 في ليبيا لأبوين فلسطينيين من قطاع غزة. تخرّج في الطب من جامعة العرب الطبية في بنغازي في ليبيا عام 1991، ثم انتقل إلى الولايات المتحدة، حيث عمل في قسك الطب الباطني في مستشفى كلية طب جامعة ييل (1993-1995)، وحصل على زمالة أمراض الجهاز الهضمي في أمراض الجهاز الهضمي السريرية في جامعة نيو مكسيكو (1995-1997)، ودرجة الماجستير في الصحة العامة من نفس الجامعة في عام 1998. عمل في الأعوام 2007-2016 مديرا لمركز تكساس الطبي لأمراض الجهاز الهضمي، في هيوستن، وشغل في الأعوام 2012-2017 منصب رئيس تحرير دورية «أمراض الجهاز الهضمي ووبائيات الكبد» (بالإنجليزية: Clinical Gastroenterology & Hepatolog)‏ المتخصصة، ويشغل اليوم مقعد الأستاذية في قسم علم أمراض الجهاز الهضمي في كلية بايلور الطبية في هيوستن في تكساس.
حظي بحثه عن ارتفاع أعداد حالات سرطان الكبد في الولايات المتحدة الذي نشر عام 1999 بما يزيد عن 2000 اقتباس، وله أكثر من 300 ورقة علمية حول هذا الموضوع. كما أصبح الدكتور السراج خبيرًا رائدًا في أمراض الكبد المزمنة ومرض الارتجاع المعدي المريئي. يركز بحثه أيضًا على علم الأوبئة السريرية ونتائج العديد من اضطرابات الجهاز الهضمي، بما في ذلك مريء باريت وسرطان المريء الغدي والتهاب الكبد سي. وقد حصل على أكثر من 60 منحة بحثية ممولة، بما في ذلك المنح المقدمة من المعاهد الوطنية للصحة ومعهد الوقاية من السرطان والأبحاث. ولاية تكساس، ووزارة شؤون المحاربين القدامى والجمعيات المهنية.

## جوائز وتكريم
حصل على جوائز منها:
2019 - «العقول العلمية الأكثر تأثيرًا في العالم» في مجال الطب السريري من تأليف طومسون رويترز
2016 - جائزة Michael E. DeBakey للتميز البحثي
2016 - جائزة الفرع المحلي المرموقة في نعمة
2016 - جائزة بن قرة
2011 - جائزة بلو فيري (بالإنجليزية: Blue Faery)‏ للتميز في أبحاث سرطان الكبد
2005 - جائزة الماجستير من الجمعية الأمريكية لأمراض الجهاز الهضمي في البحوث السريرية
2003 - جائزة الباحث السريري الشاب من الجمعية الأمريكية لأمراض الجهاز الهضمي
1997 - جائزة مؤسسة جلاكسو ويلكوم لصحة الجهاز الهضمي لتقدم الرعاية الصحية